# Johan Jakob Chydenius
Johan Jakob Chydenius, född den 17 augusti 1836 i Helsingfors, död där den 4 november 1890, var en finländsk kemist, bror till Anders Herman Chydenius.
Chydenius  blev student 1851, filosofie magister 1857, filosofie licentiat 1861, docent samma år, filosofie doktor 1864 och professor i kemi 1871, sedan han i nio år förestått professuren. 
Vid ombildandet av de kemiska studierna vid Helsingfors universitet samt vid inredningen av universitetets nya laboratorium utvecklade han en förtjänstfull verksamhet. Han lämnade till följd av sjukdom sin professur 1880.
Som sekreterare vid Nylands och Tavastehus läns lantbrukssällskap (1862-1871) bidrog han med iver och kraft till sällskapets strävanden för införandet av ett rationellt jordbruk. 
Hans skrifter är: Om anilins inverkan på platinachlorur och svafvelsyrlig platinaoxidul (1859), Kemisk undersökning af thorjord och thorsalter (1861) samt Högre phenoler af serien Cn H2n-6 O, framstälda genom synthes af deras aethylethrar (1871). 
Chydenius offentliggjorde dessutom resultaten av åtskilliga undersökningar rörande torjord (1863), cetén (1867), hexylenpseudourinämne (samma år) med mera liksom flera populära uppsatser i tidskrifter och tidningar.